# Gente de Zona
Gente de Zona, a veces estilizado como Gente D' Zona y abreviado en medios escritos como GDZ, es un dúo cubano de salsa y reguetón (cubatón) fundado por Alexander Delgado (nacido el 25 de agosto de 1979) y Randy Malcom (nacido el 22 de enero de 1983), en el 2000. El grupo combina ritmos de reguetón con las formas más tradicionales de la música cubana.
La banda tuvo su primer éxito internacional tras la colaboración con Enrique Iglesias  en 2014 con «Bailando». La canción fue galardonada con tres Premios Grammy Latinos y, además, recibió atención internacional. Otros grandes éxitos de 2015 fueron «La gozadera» y, después, «Traidora», ambos en colaboración con el cantante Marc Anthony.
Entre los premios recibidos por la banda se encuentran un Premio Juventud a Mi Letra Favorita, por el tema «Bailando» con Enrique Iglesias y Descemer Bueno en 2015, un premio Tu Mundo a Mejor Canción Comienza Fiestas por «Algo contigo» en 2016 y un Premio Juventud en el mismo año en la categoría La Combinación Perfecta junto a Marc Anthony, un premio Latin AMA'S a Mejor Álbum Tropical con Visualízate y, además, un premio Latin Grammy a Mejor Álbum de Fusión Tropical con el mismo álbum.

## Historia

### 2000-2009: Inicios y álbum de estudio debut
El grupo comenzó en 2000 cuando varios raperos se reunieron en Alamar, incluyendo al exmiembro Ernesto Taxistas, una zona urbana de La Habana conocida como la cuna del hip hop cubano. El nombre del grupo, Gente D' Zona, refleja su nacimiento en Alamar, una zona o barrio de La Habana. 
Alexander conoció a Michel Delgado, "El Karo" y ambos comenzaron a tocar en fiestas y en los salones oficiales de fiestas de Guanabacoa, Regla y especialmente Alamar. El grupo se ganó el apoyo del público de dichas áreas rápidamente y pronto comenzaron a tener actuaciones en festivales internacionales. Estos festivales fueron adicionales a las presentaciones de rap que tenían anualmente en Cuba, donde Alexander estuvo a cargo de la animación durante tres años seguidos.
Más tarde formaron parte de la Hermanos Saiz Association, y no es hasta el año 2002 que Alexander comienza su carrera en la compañía de "Antonio María Romeu", apareciendo por todo el país. En julio de 2005 el grupo todavía estaba compuesto por "Alexander y Michel", y se transformaron en parte del catálogo de la Agencia Cubana de Rap. Esto dio lugar a un género de trabajo más maduro, siempre mezclado con ritmos cubanos y teniendo en consideración los requerimientos del mercado.
En 2005 Michel dejó el grupo. Con la salida de Michel, Alexander llamó a Jacob Forever, director del grupo no profesional Hecho en Cuba, que había hecho importantes trabajos con Pachito Alonso y Eddy K, entre otros. Nando Pro también llegó a participar como productor musical y DJ, y Gente D' Zona cambió su formación original de dos miembros a tres: Jacob Forever, Alexander y Nando Pro.
En el escenario, la banda puede establecer una estrecha comunicación con un gran número de jóvenes y público en general que siguen sus presentaciones debido a su actuación en el escenario y la calidad en el trabajo que crece diariamente. Sin duda se han convertido en uno de los grupos más destacados, exponentes del reguetón en Cuba, convencidos de que han llegado hasta aquí para quedarse. 
En 2008, lanzan el álbum Lo mejor que suena ahora vol.1 y Lo mejor que suena ahora vol.2, promocionado con canciones como «Me gustan los artistas» y «Animales», la cual llegó a liderar las listas en Cuba, Miami y Europa, un continente el cual visitan al menos dos veces al año con sus giras. 

### 2010-2016:A fullyVisualízate

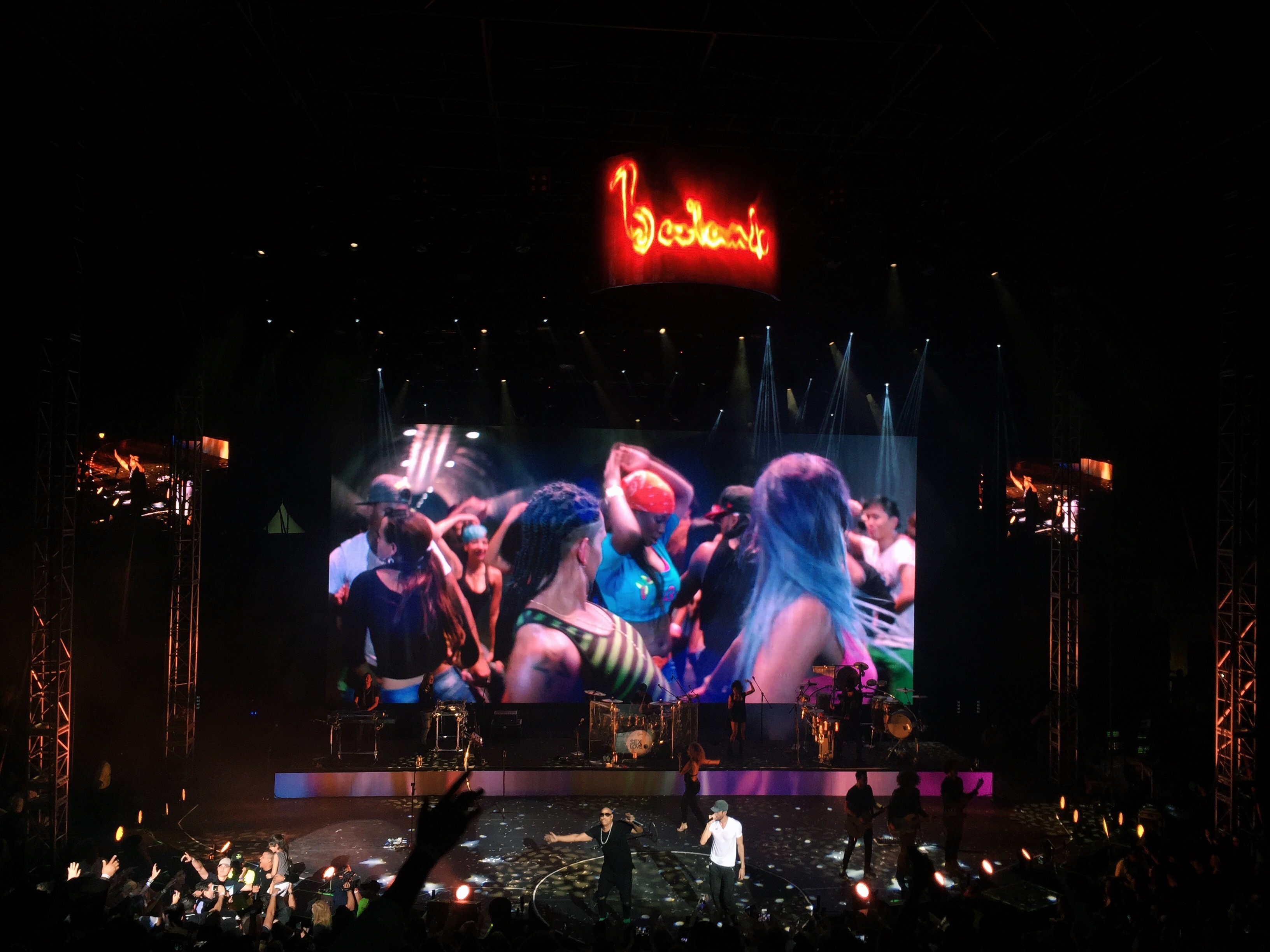
Gente de Zona y Enrique Iglesias durante una presentación en 2016.

En marzo de 2013 el trío anunció su separación. Alexander continuó con Gente De Zona junto a Randy, excantante de La Charanga Habanera, Jacob continuó con su carrera como solista junto a Nando Pro y Dani, un exmiembro del grupo DpuntoD.
En 2014, la banda se unió a Enrique Iglesias y Descemer Bueno para producir «Bailando». La canción se mantuvo en el primer lugar de las listas de éxito internacionales. En junio de 2014 la canción logró posicionarse en el número uno del Billboard Top Latin Songs de Estados Unidos, la canción la presentaron en la ceremonia de los Premios Billboard.
En 2015 el grupo lanzó dos temas que fueron aclamados por la crítica,  «La gozadera» y «Traidora», ambas en colaboración con Marc Anthony. El 22 de abril de 2016 lanzan su tercer álbum titulado Visualízate, bajo el sello discográfico Sony Music Entertainment US Latin LLC y Magnus Media LLC. Durante el 14 de julio del mismo año lanzan «Más Macarena», una nueva versión de la canción Macarena junto a Los del Río, presentando el tema por primera vez en Los Premios Juventud. El vídeo oficial de la canción fue publicado en el 19 de agosto del mismo año.

### 2017-2021:En letra de otroyOtra cosa
El 7 de abril de 2017 presentaron su nueva canción, «Si no vuelves». El 11 de julio, colaboraron con la artista Jennifer Lopez en el tema «Ni tú ni yo».
El 22 de febrero de 2018, el dúo de Randy y Alexander se presentó por primera vez en el Festival Internacional de la Canción de Viña del Mar en Chile, donde participaron de la obertura junto a los locales del país Illapu, el dúo puertorriqueño Zion & Lennox y el dúo estadounidense Ha*Ash, entre otros. Gente de zona cerró la segunda noche del certamen recibiendo la gaviota de plata y gaviota de oro.
El 5 de junio de 2018, se estrenó el sencillo de su nuevo video «Te duele». El 26 de octubre del mismo año se publicó el cuarto álbum En letra de otro, que se caracteriza por el estilo fusión clásico del grupo, con una combinación tropical entre el urbano, el reggaeton y la salsa. De este álbum, se desprenden algunos sencillos como: «Cuando calienta el sol», «La bamba» y «Si tú no estás» entre otros.
Aunque los sencillos «Si no vuelves» «Te duele» se lanzaron antes de la publicación del cuarto álbum de estudio del dúo, ambas canciones finalmente formaron parte del su quinto material discográfico. Dicho material, se publicó el 24 de mayo de 2019, y se título Otra cosa. El disco se caracteriza por el estilo fusión clásico del grupo, con una combinación tropical entre el urbano, el reguetón y la salsa. Su promoción continuó con los sencillos «El mentiroso» y «Tan buena» entre otros.

## Filmografía
| Cine - Televisión | Cine - Televisión | Cine - Televisión     | Cine - Televisión |
| Año               | Nombre            | Papel                 | Notas             |
| ----------------- | ----------------- | --------------------- | ----------------- |
| 2022              | The Voice Chile   | Jueces / Entrenadores | Tercera temporada |

## Discografía
Álbumes de estudio
- 2008: Lo mejor que suena ahora[6]
- 2010: A Full[7]
- 2016: Visualízate[8]
- 2018: En letra de otro
- 2019: Otra cosa
- 2022: De menor a mayor
- 2024: Demasiado
- 2025: Reparto By Gente De Zona

Álbumes reeditados
- 2008: Lo mejor que suena ahora vol 2.0[9]